# Campionato mondiale per club FIVB 2013 (maschile)
Il campionato mondiale per club FIVB 2013 è stata la 9ª edizione del massimo torneo pallavolistico mondiale per club, organizzato come ogni edizione dalla FIVB. A differenza delle quattro edizioni precedenti, la sede della manifestazione non è stata in Qatar bensì in Brasile, precisamente nella città di Betim.
Il torneo è iniziato il 15 ottobre 2013 e si è concluso il 20 ottobre.  Il titolo è stato vinto dal Sada Cruzeiro, che per la prima volta si è laureato Campione del Mondo per club e si è aggiudicato il premio di 200.000 $.

## Formato
Il formato di questa edizione del campionato mondiale per club è quello in vigore dall'edizione 2009. Esso prevede la suddivisione delle otto squadre partecipanti in due gironi, A e B; si qualificano per la fase successiva le prime due classificate di ogni girone, che si incroceranno in semifinale (la prima del girone A incontrerà la seconda del girone B, e il contrario). Per la prima volta si è deciso di adottare il sistema "italiano" di assegnazione dei punteggi ai fini della classifica dei gironi: 3 punti per le vittorie 3-0 e 3-1, 2 punti per la vittoria al tie-break, 1 punto per la sconfitta al tie-break e 0 punti per sconfitte 3-0 e 3-1.
Le squadre qualificatesi terze e quarte nel girone iniziale vengono eliminate, venendo inserite nella classifica finale rispettivamente con il rango di quinte e settime. Le vincitrici delle semifinali si contendono la vittoria finale, mentre le sconfitte si scontrano per la finale 3º-4º posto.

## Squadre partecipanti
Oltre alle squadre vincitrici delle competizioni continentali e alla squadra ospitante, parteciperanno anche due wild card invitate direttamente dalla FIVB: la Trentino Volley (come campione in carica) ed i Panasonic Panthers provenienti dal Giappone.
| Gironi   | Squadra               | Nazione         | Titolo                           |
| -------- | --------------------- | --------------- | -------------------------------- |
| Girone A | Trentino              | Italia          | Campione in carica e wild card   |
| Girone A | UPCN                  | Argentina       | Campione del Sudamerica          |
| Girone A | Kalleh Mazandaran     | Iran            | Campione d'Asia                  |
| Girone A | Panasonic Panthers    | Giappone        | wild card                        |
| Girone B | Lokomotiv Novosibirsk | Russia          | Campione d'Europa                |
| Girone B | Sfaxien               | Tunisia         | Campione d'Africa                |
| Girone B | La Romana             | Rep. Dominicana | Rappr. del Nord e Centro America |
| Girone B | Sada                  | Brasile         | Squadra ospitante                |

## Fase a gironi

### Girone A
Risultati
| Data     | Incontri           | Incontri | Incontri           | 1° Set | 2° Set | 3° Set | 4° Set | 5° Set |
| -------- | ------------------ | -------- | ------------------ | ------ | ------ | ------ | ------ | ------ |
| 15-10-13 | Trentino           | 3 - 1    | Kalleh Mazandaran  | 24-26  | 25-19  | 25-19  | 26-24  |        |
| 15-10-13 | UPCN               | 3 - 1    | Panasonic Panthers | 20-25  | 25-23  | 25-14  | 25-23  |        |
| 16-10-13 | Panasonic Panthers | 3 - 1    | Kalleh Mazandaran  | 25-19  | 24-26  | 30-28  | 25-16  |        |
| 17-10-13 | UPCN               | 3 - 2    | Trentino           | 22-25  | 25-23  | 25-22  | 16-25  | 15-13  |
| 18-10-13 | UPCN               | 3 - 0    | Kalleh Mazandaran  | 26-24  | 25-22  | 25-23  |        |        |
| 18-10-13 | Trentino           | 3 - 0    | Panasonic Panthers | 25-18  | 25-19  | 25-22  |        |        |

#### Classifica
| Pos | Nazione            | Punti | Partite | Partite | Partite | Set   | Set   | Ratio | Punti | Punti  | Ratio |
| Pos | Nazione            | Punti | Giocate | Vinte   | Perse   | Vinti | Persi | Ratio | Fatti | Subiti | Ratio |
| --- | ------------------ | ----- | ------- | ------- | ------- | ----- | ----- | ----- | ----- | ------ | ----- |
| 1   | UPCN               | 8     | 3       | 3       | 0       | 9     | 3     | 3.000 | 274   | 262    | 1.046 |
| 2   | Trentino           | 7     | 3       | 2       | 1       | 8     | 4     | 2.000 | 283   | 250    | 1.132 |
| 3   | Panasonic Panthers | 3     | 3       | 1       | 2       | 4     | 7     | 0.571 | 248   | 259    | 0.958 |
| 4   | Kalleh Mazandaran  | 0     | 3       | 0       | 3       | 2     | 9     | 0.222 | 246   | 280    | 0.879 |

### Girone B
Risultati
| Data     | Incontri              | Incontri | Incontri              | 1° Set | 2° Set | 3° Set | 4° Set | 5° Set |
| -------- | --------------------- | -------- | --------------------- | ------ | ------ | ------ | ------ | ------ |
| 15-10-13 | Sada                  | 3 - 0    | La Romana             | 25-20  | 25-22  | 25-16  |        |        |
| 16-10-13 | Lokomotiv Novosibirsk | 3 - 0    | La Romana             | 25-20  | 25-23  | 25-17  |        |        |
| 16-10-13 | Sada                  | 3 - 0    | Sfaxien               | 25-16  | 25-17  | 25-15  |        |        |
| 17-10-13 | Sfaxien               | 3 - 2    | La Romana             | 23-25  | 22-25  | 25-23  | 25-14  | 15-11  |
| 17-10-13 | Sada                  | 2 - 3    | Lokomotiv Novosibirsk | 25-22  | 21-25  | 25-22  | 19-25  | 14-16  |
| 18-10-13 | Lokomotiv Novosibirsk | 3 - 2    | Sfaxien               | 25-21  | 20-25  | 25-19  | 22-25  | 16-14  |

#### Classifica
| Pos | Nazione               | Punti | Partite | Partite | Partite | Set   | Set   | Ratio | Punti | Punti  | Ratio |
| Pos | Nazione               | Punti | Giocate | Vinte   | Perse   | Vinti | Persi | Ratio | Fatti | Subiti | Ratio |
| --- | --------------------- | ----- | ------- | ------- | ------- | ----- | ----- | ----- | ----- | ------ | ----- |
| 1   | Lokomotiv Novosibirsk | 7     | 3       | 3       | 0       | 9     | 4     | 2.250 | 293   | 268    | 1.093 |
| 2   | Sada                  | 7     | 3       | 2       | 1       | 8     | 3     | 2.667 | 254   | 216    | 1.176 |
| 3   | Sfaxien               | 3     | 3       | 1       | 2       | 5     | 8     | 0.625 | 262   | 281    | 0.932 |
| 4   | La Romana             | 1     | 3       | 0       | 3       | 2     | 9     | 0.222 | 216   | 260    | 0.831 |

## Fase finale
|  | Semifinali            | Semifinali            | Semifinali |      |                       | Finale                | Finale             | Finale             |  |
|  |                       |                       |            |      |                       |                       |                    |                    |  |
|  | Lokomotiv Novosibirsk | Lokomotiv Novosibirsk | 3          |      |                       |                       |                    |                    |  |
|  | Lokomotiv Novosibirsk | Lokomotiv Novosibirsk | 3          |      |                       |                       |                    |                    |  |
|  | Trentino              | Trentino              | 1          |      |                       |                       |                    |                    |  |
|  | Trentino              | Trentino              | 1          |      | Lokomotiv Novosibirsk | Lokomotiv Novosibirsk | 0                  |                    |  |
|  |                       |                       |            |      | Lokomotiv Novosibirsk | Lokomotiv Novosibirsk | 0                  |                    |  |
|  |                       |                       | Sada       | Sada | 3                     |                       |                    |                    |  |
|  | UPCN                  | UPCN                  | Sada       | Sada | 3                     | 0                     |                    |                    |  |
|  | UPCN                  | UPCN                  |            |      |                       | 0                     |                    |                    |  |
|  | Sada                  | Sada                  | 3          |      |                       | Finale 3º/4º posto    | Finale 3º/4º posto | Finale 3º/4º posto |  |
|  | Sada                  | Sada                  | 3          |      |                       |                       |                    |                    |  |
|  |                       |                       |            |      |                       |                       |                    |                    |  |
|  |                       |                       |            |      |                       | Trentino              | Trentino           | 3                  |  |
|  |                       |                       |            |      |                       | Trentino              | Trentino           | 3                  |  |
|  |                       |                       |            |      |                       | UPCN                  | UPCN               | 1                  |  |

### Semifinali
| Data     | Incontri              | Incontri | Incontri | 1° Set | 2° Set | 3° Set | 4° Set | 5° Set |
| -------- | --------------------- | -------- | -------- | ------ | ------ | ------ | ------ | ------ |
| 19-10-13 | Lokomotiv Novosibirsk | 3 - 1    | Trentino | 25-27  | 25-21  | 26-24  | 25-23  |        |
| 19-10-13 | UPCN                  | 0 - 3    | Sada     | 22-25  | 18-25  | 20-25  |        |        |

### Finali
| Data     | Incontri              | Incontri | Incontri | 1° Set | 2° Set | 3° Set | 4° Set | 5° Set |
| -------- | --------------------- | -------- | -------- | ------ | ------ | ------ | ------ | ------ |
| 20-10-13 | Trentino              | 3 - 1    | UPCN     | 25-22  | 22-25  | 25-21  | 25-19  |        |
| 20-10-13 | Lokomotiv Novosibirsk | 0 - 3    | Sada     | 20-25  | 19-25  | 20-25  |        |        |

## Classifica finale
| Pos | Squadra               | Nazione         | Confederazione | Premio        |
| --- | --------------------- | --------------- | -------------- | ------------- |
| 1   | Sada                  | Brasile         | CSV            | 200.000 $     |
| 2   | Lokomotiv Novosibirsk | Russia          | CEV            | 140.000 $     |
| 3   | Trentino              | Italia          | CEV            | 90.000 $      |
| 4   | UPCN                  | Argentina       | CSV            | 60.000 $      |
| 5   | Panasonic Panthers    | Giappone        | AVC            | 30.000 $      |
| 5   | Sfaxien               | Tunisia         | CAVB           | 30.000 $      |
| 7   | Kalleh Mazandaran     | Iran            | AVC            | nessun premio |
| 7   | La Romana             | Rep. Dominicana | NORCECA        | nessun premio |

## Premi individuali
| Premio                | Giocatore          | Squadra               |
| --------------------- | ------------------ | --------------------- |
| MVP                   | Wallace de Souza   | Sada                  |
| Miglior palleggiatore | William Arjona     | Sada                  |
| Miglior opposto       | Cvetan Sokolov     | Trentino              |
| Miglior schiacciatore | Yoandy Leal        | Sada                  |
| Miglior schiacciatore | Lukáš Diviš        | Lokomotiv Novosibirsk |
| Miglior centrale      | Emanuele Birarelli | Trentino              |
| Miglior centrale      | Matteo Burgsthaler | Trentino              |
| Miglior libero        | Sérgio Nogueira    | Sada                  |